# Pressen (Eilenburg)
Pressen ist eine Ortschaft westlich von Eilenburg und ist ebenfalls ein Ortsteil der Großen Kreisstadt Eilenburg.

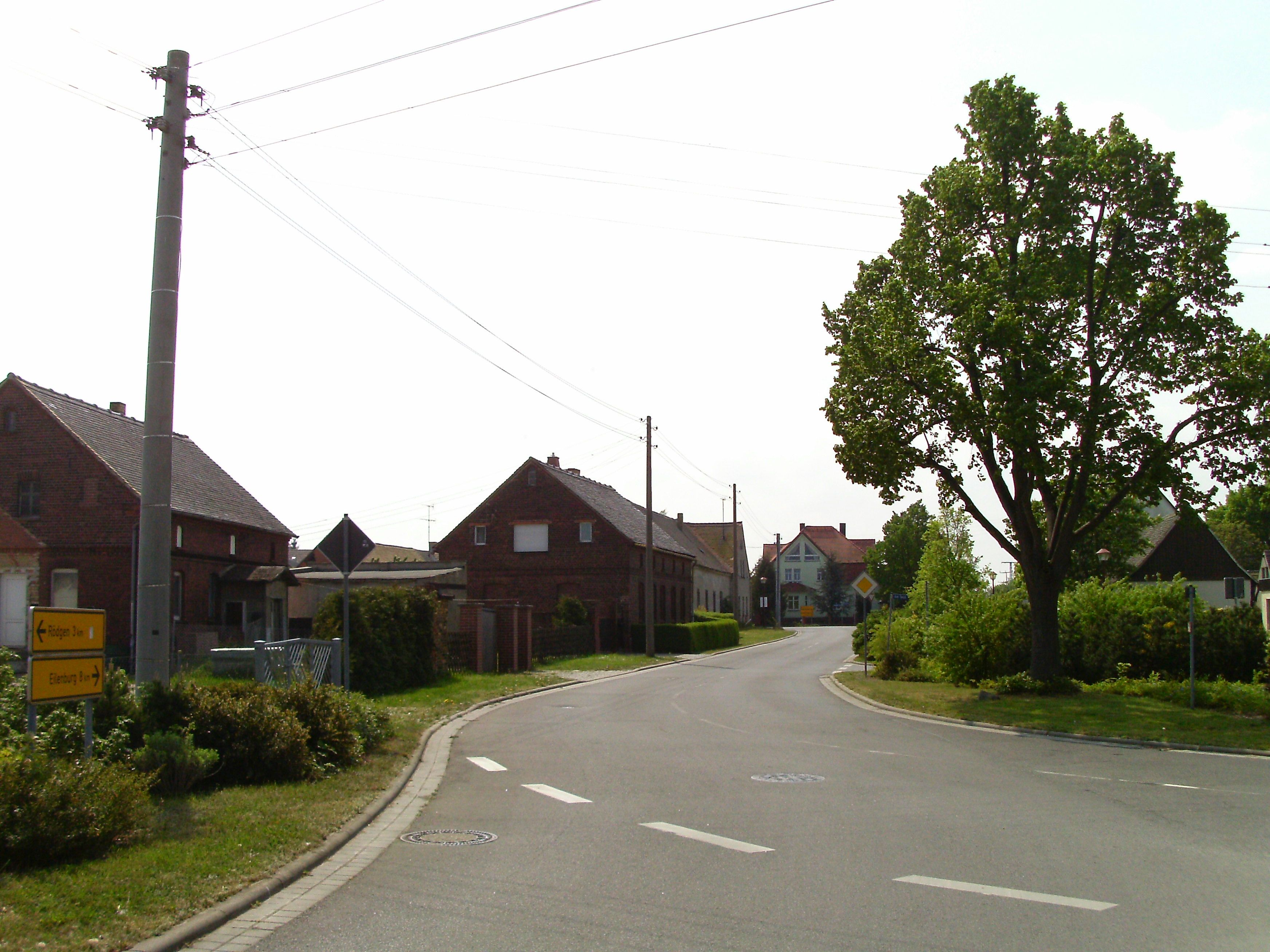
Lindenplatz

## Geografie und Verkehr
Der Ort Pressen liegt zwischen den beiden Eilenburger Ortsteilen Behlitz und Zschettgau. Mit Behlitz ist der Ort nahezu zusammengewachsen. Pressen ist mit dem ständig besetzten Bahnhof Kämmereiforst an die Bahnstrecke Halle–Cottbus angeschlossen. Außerdem hat Pressen eine Verbindung zur nahe liegenden Staatsstraße 4 (Delitzsch–Eilenburg) und wird werktags von Bussen nach Eilenburg und Delitzsch bedient. Neben den Ortsverbindungen zu Behlitz und Zschettgau gibt es noch eine nach Naundorf (Gemeinde Zschepplin).

## Geschichte
Der Raum Pressen muss mindestens seit der Bronzezeit besiedelt gewesen sein. Erstmals erwähnt wurde der Ort 1340. Der aus dem Sorbischen stammende Name kann etwa als Heide oder Heidekraut übersetzt werden. Es ist überliefert, dass die Ortschaft etwa 1632 einem Brand zum Opfer fiel. Der Ort weist den Grundriss eines Rundlings auf. Pressen war früher Besitz verschiedener Schlösser. Es gehörte zum Schloss Püchau und später zu Zschepplin. Das Gebiet um Pressen war früher bewaldet, heute ist davon nur noch das Waldstück Kämmereiforst erhalten.
Bis 1815 gehörte Pressen als Exklave im Amt Eilenburg zum Amt Wurzen des Stiftsamts Wurzen unter kursächsischer bzw. königlich-sächsischer Oberhoheit. Durch die Beschlüsse des Wiener Kongresses kam der Ort wie sein Umland zu Preußen und wurde 1816 dem Kreis Delitzsch im Regierungsbezirk Merseburg der Provinz Sachsen zugeteilt, zu dem er bis 1952 gehörte.
Am 20. Juli 1950 wurde der Ort Behlitz westlich von Pressen eingemeindet. Im Zuge der zweiten Kreisreform in der DDR im Jahr 1952 wurde Pressen dem Kreis Eilenburg im Bezirk Leipzig angeschlossen, welcher 1994 im Landkreis Delitzsch aufging. Am 11. Oktober 1965 schloss sich Pressen mit der Gemeinde Kospa zur Gemeinde Kospa-Pressen zusammen. Seit dem 1. Januar 1997 ist Pressen ein Ortsteil der Stadt Eilenburg.
→ siehe auch: Kulturdenkmale in Pressen